# Баян (картина)
«Баян» — картина русского художника Виктора Васнецова, написанная в 1910 году. Хранится в Русском музее в Санкт-Петербурге.

## Изображение
Художник изобразил группу русских воинов, сидящих на узкой вершине высокого холма и слушающих песню слепого гусляра. Справа видны головы других воинов, стоящих на склоне. Судя по растрепавшимся волосам гусляра, дует сильный ветер. На заднем плане видны лес (справа) и река (слева), открывается широкий простор. Над холмом нависли грозовые облака.
«Баян» был написан в 1910 году. Васнецов здесь завершает былинную тему в своём творчестве. Известно, что при создании образа гусляра он опирался в том числе на сообщения «Слова о полку Игореве» о поэте-певце Баяне, но при этом не замыкался на одной личности. 
Картина хранится в Русском музее в Санкт-Петербурге.